# صموئيل شوينباوم
صموئيل شوينباوم (6 مارس 1927 -27 مارس1996) كان رائدََا في القرن العشرين، وكتب السيرة الذاتية الخاصة بالكاتب شكسبير، كما انه كان عالما وباحثََا.

## سيرته الذاتية
ولد في مدينة نيويورك، درس في جامعة نورث وسترن من عام 1953 إلى عام 1975.عَمل في الاربع السنوات الاخيرة من هذه الفترة كأستاذ فرانك بليس سنايدر للأدب الإنجليزي.لاحقا قام بالتدريس في جامعة مدينة نيويورك عام (1975-1976).كان أستاذا متميزا واستثنائيا في دراسات عصر النهضة في جامعة ميريلاند (1976-93)، وكما انه كان مدير مركز UMD لدراسات عصر النهضة والباروك (1981-96)، وايضا رئيس جمعية شكسبير الأمريكية، ونائب رئيس جمعية شكسبير الدولية، ورئيس تحرير مجلة عصر النهضة الدرامية. وفي إحدى المراحل من حياته المهنية، كان أمينَََا على مكتبة فولجر الشكسبيرية وكذلك مستشاراً أمريكياً لمشروع شكسبير التابع لجامعة أكسفورد.[1]
تمكن من الكشف عن مخطوطات وسجلات سير ذاتية غير مسجلة سابقا تتعلق بشكسبير وكتاب اخرين؛ كان من بينهم صامويل تايلور كوليردج وويليام وردزورث.
تزوج شوينباوم من مارلين تورك في عام 1946. في السنوات الاخيرة من عمره عانى من مرض التصلب المتعدد.توفي بسرطان البروستاتا في العاصمة واشنطن في عام 1996.

## أعماله
- Jacobean Danse Macabre: دراسة عن مأساة المنتقمين (1949)
- مآسي ميدلتون (1955)
- الأدلة الداخلية والتأليف المسرحي الإليزابيثي (1966)
- مقالات تتعلق بالنظرية والشكل الدرامي بالدرجة الأولى (1966)
- حياة شكيبر (1970الطبعة الأولى)(1991الطبعة الثانية)
- شكسبير: من الناحية السياسية والتاريخية (1974)
- شكسبير، العالم والكرة الارضية (1979)
- ويليام شكسبير، السجلات والصور (1981)
- شكسبير وآخرون (1985)
- ويليام شكسبير: حياة تاريخية وسياسية مدمجة (1987)
- شكسبير: حياته، انجليزيته، ومسرحه (1990)